# Marko Terencije Varon Lukul
Marko Terencije Varon Lukul (116—56. godine pre n. e.) bio je mlađi brat mnogo poznatijeg Lucija Licinija Lukula, pristalica Lucija Kornelija Sule i konzul u starom Rimu 73. godine pre n. e. Kao prokonzul Makedonije 72. godine pre n. e., pobedio je Besija u Trakiji i napredovao uz Dunav ka zapadnoj obali Crnog mora. Takođe je učestvovao u gušenju Spartakovog ustanka.